# أوزفالدو فينزيل
أوزفالدو فينزيل (بالإسبانية: Osvaldo Wenzel)‏ هو منافس ألعاب قوى تشيلي، (و. 1911 – 1991 م).

## وصلات خارجية
- أوزفالدو فينزيل على موقع أوليمبيديا (الإنجليزية)